# Лассана Кулібалі
Лассана Кулібалі (фр. Lassana Coulibaly, нар. 10 квітня 1996, Бамако) — малійський футболіст, півзахисник італійської «Салернітани» і національної збірної Малі.

## Клубна кар'єра
Народився 10 квітня 1996 року в місті Бамако. Вихованець футбольної школи клубу «Бастія».
У дорослому футболі дебютував 2014 року виступами за команду клубу «Бастія». 11 січня 2015 роки півзахисник провів перший матч за другу команду корсиканців. Напередодні початку сезона 2015/16 років Кулібалі почав залучатися до тренувань основного складу, 8 серпня 2015 року провів першу гру в Лізі 1, замінивши в компенсований час матчу з «Ренном» Франсуа Камано. Першим голом у складі «Бастії» відзначився в переможному (3:0) домашньому матчі в Лізі 1 проти «Генгама». Загалом за команду з Бастії зіграв 31 матч в національному чемпіонаті.

## Виступи за збірну
Лассана в складі юнацької збірної Малі (до 20 років) в 2016 році виступав на Турнірі в Тулоні. Півзахисник взяв участь в 3 матчах своєї команди.
4 вересня 2016 року дебютував у складі національної збірної Малі (перемога з рахунком 5:2) в матчі кваліфікації Кубку африканських націй 2017 року проти Беніну. Після цього 8 жовтня 2016 року зіграв матч кваліфікації Чемпіонату світу 2018 (поразка з рахунком 1:3) проти Кот-д'Івуару. Наразі провів у формі головної команди країни 31 матч.
У складі збірної був учасником Кубка африканських націй 2017 року у Габоні.

## Статистика виступів

### Клубна
| Сезон   | Клуб   | Країна  | Чемпіонат | Матчі | Голи |
| ------- | ------ | ------- | --------- | ----- | ---- |
| 2014/15 | Бастія | Франція | ЧФА 2     | 6     | 0    |
| 2015/16 | Бастія | Франція | Ліга 1    | 15    | 1    |
| 2015/16 | Бастія | Франція | ЧФА 2     | 8     | 0    |
| 2016/17 | Бастія | Франція | Ліга 1    |       |      |